# Infectious Grooves
Infectious Grooves es una banda de funk metal estadounidense. Se originó como grupo paralelo de Mike Muir y Robert Trujillo (actual bajista de Metallica y ex de Ozzy Osbourne, entre otros) vocalista y bajista, respectivamente, de Suicidal Tendencies en 1989, pero que no empezó a funcionar hasta 1991, proyecto donde también estaban Dean Pleasants en la guitarra, Adam Siegel (miembro anterior de Excel) en la segunda guitarra, Scott Crago en la batería, Stephen Perkins en la percusión y Dave Dunn en los teclados.

## Historia
Este proyecto musical surge de las ansias de dos músicos para dar rienda suelta a su creatividad, así como hacer algo diferente a lo que estaban haciendo. Así en 1989 Mike Muir y Robert Trujillo se embarcan en este proyecto, aunque será en 1991 cuando empezará a estar activo, alejándose del sonido crossover punk de Suicidal Tendencies a favor de un sonido más funky donde el bajo de Robert Trujillo brillará con luz propia.
Su estilo es comparado al de Primus, la relación entre Mike Muir y Les Claypool data de 1987 cuando Suicidal Tendencies grabó Join the army contando en la producción con el Sr. Claypool, que años después montaría la banda Primus.
La banda sigue una fusión estilística en la línea con los primeros años de los Red Hot Chili Peppers, y Mr. Bungle de Mike Patton, pero algo que hace destacarlo frente a estos grupos es el humor de Mike Muir, por ejemplo, en el disco Sarsippius' Ark habla de un amante de los reptiles, con interludios hablados entre canción y canción como Caca de Kick donde podemos ver a un Muir poniendo voces cómicas o envuelto en escenas hilarantes, mientras que Groove Family Cyco habla de una familia de locos (los Cycos, referencia al apodo de Mike Muir 'Cyco Miko').
Al igual que todos los grupos paralelos creados por otros artistas, Infectious depende de la actividad del grupo principal, en este caso Suicidal Tendencies, y posteriormente además tendrá que competir en atenciones con otro proyecto de Muir, Cyko Miko, y con su labor en su propio sello discográfico, por lo cual la trayectoria del grupo será muy irregular.
Su primer disco se titula The Plague That Makes Your Booty Move… It's The Infectious Grooves editado en 1991. En este trabajo contarán con la participación de Ozzy Osbourne en la canción Therapy .
Un año después realizarán una gira como teloneros de los Suicidal que coincidirá con la edición de un nuevo disco de estos últimos, llevando a la batería a Josh Freese.
En 1993 lanzarán su segundo disco, titulado Sarsippius' ark en honor a la "pacha mama", manteniendo a Josh Freese desde la gira en la batería.
En 1994, Suicidal Tendencies se disuelve por razones desconocidas. Mike Muir informa que no grabarían más, que ese era el final definitivo. En este año también se edita el tercer disco de los Infectious, Groove family cyco, con Brooks Wackerman en la batería.
Esta disolución tal vez suponía una mayor dedicación al grupo de Mike Muir y Robert Trujillo, pero desafortunadamente para sus fanes no se vio reflejada en la realidad, ya que un año después de la disolución de los Suicidal Muir formará Cyko Miko, un proyecto en el que se rodea de miembros de Infectious como Adam Siegel y David Kushner y que contará en la mayoría de las canciones con Steve Jones (Sex Pistols), editando un primer disco titulado Lost my brain! (Once again) .
En 1997, Epic, el anterior sello de Suicidal lanzaría Friends & family. El problema es que el grupo había roto el contrato con Epic, para empezar a realizar los discos con Suicidal Records, sello fundado por Mike en 1984. Contiene temas de Suicidal T. e Infectious G.. Fue coproducido por Mike Vail Blum, quien ya había estado trabajando con Infectious. Este mismo año Trujillo trabajará con Glenn Tipton.
En 1998 Mike y sus chicos realizan el EP Six the hard way, que contiene cuatro canciones en estudio y dos versiones en vivo. Las primeras cuatro son Freedumb, Cyco vision, que por otro lado fueron compuestas para Infectious pero terminaron siendo de Suicidal, Refuse y What’s the word?.
Al año siguiente se publicarán nuevos discos de Suicidal y de Cyko Miko con su sello discográfico.
En el 2000 se edita el cuarto y hasta la fecha último disco de Infectious G., Más Borracho, donde nos encontramos con temas de su primera y segunda época.
En el 2001 se edita Friends & family 2, otro recopilatorio de Mike y sus huestes. El trabajo es la continuación del Friends & family. Aquí de nuevo aparece Infectious Grooves.
Durante los posteriores años la banda sufre varios cambios, por ejemplo, el batería Brooks Wackerman, abandonará el grupo para unirse a Bad Religión, pero el más significativo será el de Robert Trujillo, que a pesar de las creencias populares, ya no está en el grupo. Pertenecer a un grupo de la popularidad de Metallica debe exigir dedicación completa.
No se tiene ninguna noticia acerca de la edición de un nuevo disco aunque en la actualidad se encuentra de gira por Australia.

## Miembros del grupo 2025
1. Mike Muir - Voz
2. Robert Trujillo - Bajo
3. Brooke Wakernam - Batería
4. Dean Pleasants - Guitarra
5. Dave Kushner - Guitarrs

## Miembros antiguos
1. Scott Crago y Stephen Perkins (Batería)
2. Josh Freese (Batería)
3. Brooks Wackerman (Batería)
4. Dave Dunn (Teclado)
5. Phil Kettner (Guitarra)
6. Christian Gaiters (Guitarra)
7. David Kushner (Guitarra)
8. Rocky George (Guitarra)
9. Robert Trujillo (Bajo)
10. Ozzy Osbourne (invitado)

## Discografía
- 1991 - The Plague That Makes Your Booty Move...It's the Infectious Grooves
- 1993 - Sarsippius' Ark
- 1994 - Groove Family Cyco
- 2000 - Más Borracho
- 2020- Take U no a rinde (el)